# Pabianiciana
Pabianiciana – rocznik ukazujący się od 1992 roku w Pabianicach. Wydawcami są: Polskie Towarzystwo Historyczne Oddział w Łodzi, Rada Miasta Pabianic, Towarzystwo Przyjaciół Pabianic. Publikowane są w nim artykuły naukowe, recenzje, materiały dotyczące historii Pabianic. Redaktorem naczelnym jest Grzegorz Krzyżanowski.